# Peet Bijen
Peet Bijen, né le 28 janvier 1995 à Hengelo aux Pays-Bas, est un footballeur néerlandais qui évolue au poste de défenseur central à l'ADO La Haye.

## Biographie

### FC Twente
Peet Bijen est né à Hengelo aux Pays-Bas, et c'est au FC Twente qu'il effectue sa formation. Il joue son premier match en professionnel le 4 avril 2015, lors d'une rencontre d'Eredivisie face au PSV Eindhoven. Il est titulaire ce jour-là et son équipe s'incline lourdement sur le score de cinq buts à zéro.
Il commence à s'imposer en équipe première lors de la saison 2016-2017, mais le club est relégué à l'issue de la saison 2017-2018, Twente terminant dernier du championnat.

### ADO La Haye
Le 11 juin 2020, après 14 ans passés au FC Twente, Peet Bijen rejoint l'ADO La Haye. Il joue son premier match sous ses nouvelles couleurs le 13 septembre 2020, lors de la première journée de la saison 2020-2021 face à l'Heracles Almelo. Il est titulaire lors de cette rencontre perdue par son équipe sur le score de deux buts à zéro.

### En sélection
Peet Bijen fête sa première sélection avec les espoirs néerlandais le 13 novembre 2014, contre l'Allemagne, lors d'une rencontre perdue par les Jong Orange (3-1).

## Palmarès
- Champion des Pays-Bas de D2 en 2019 avec le FC Twente